# Hans Rudi Erdt

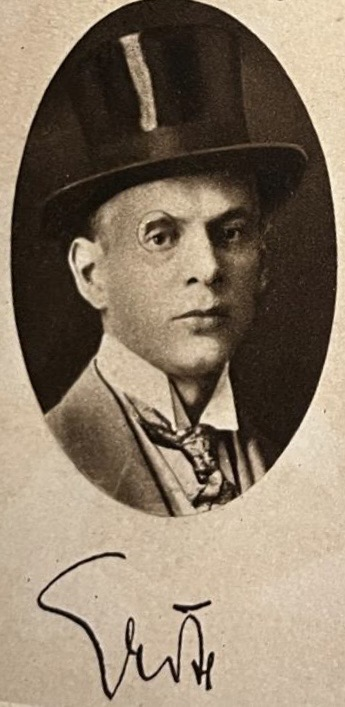
Foto und Signatur von Hans Rudi Erdt aus dem Jahre 1913

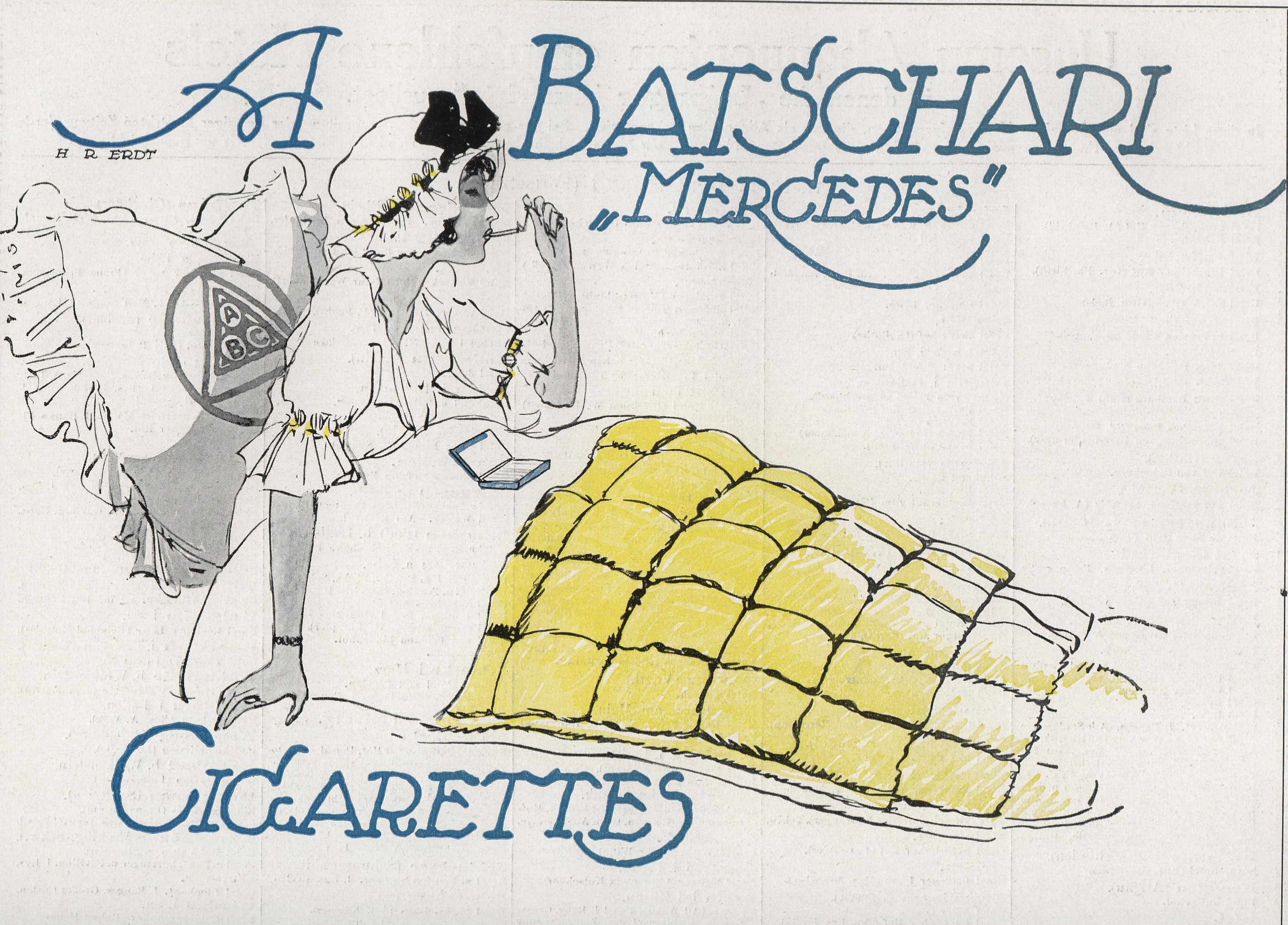
Werbeanzeige Batschari

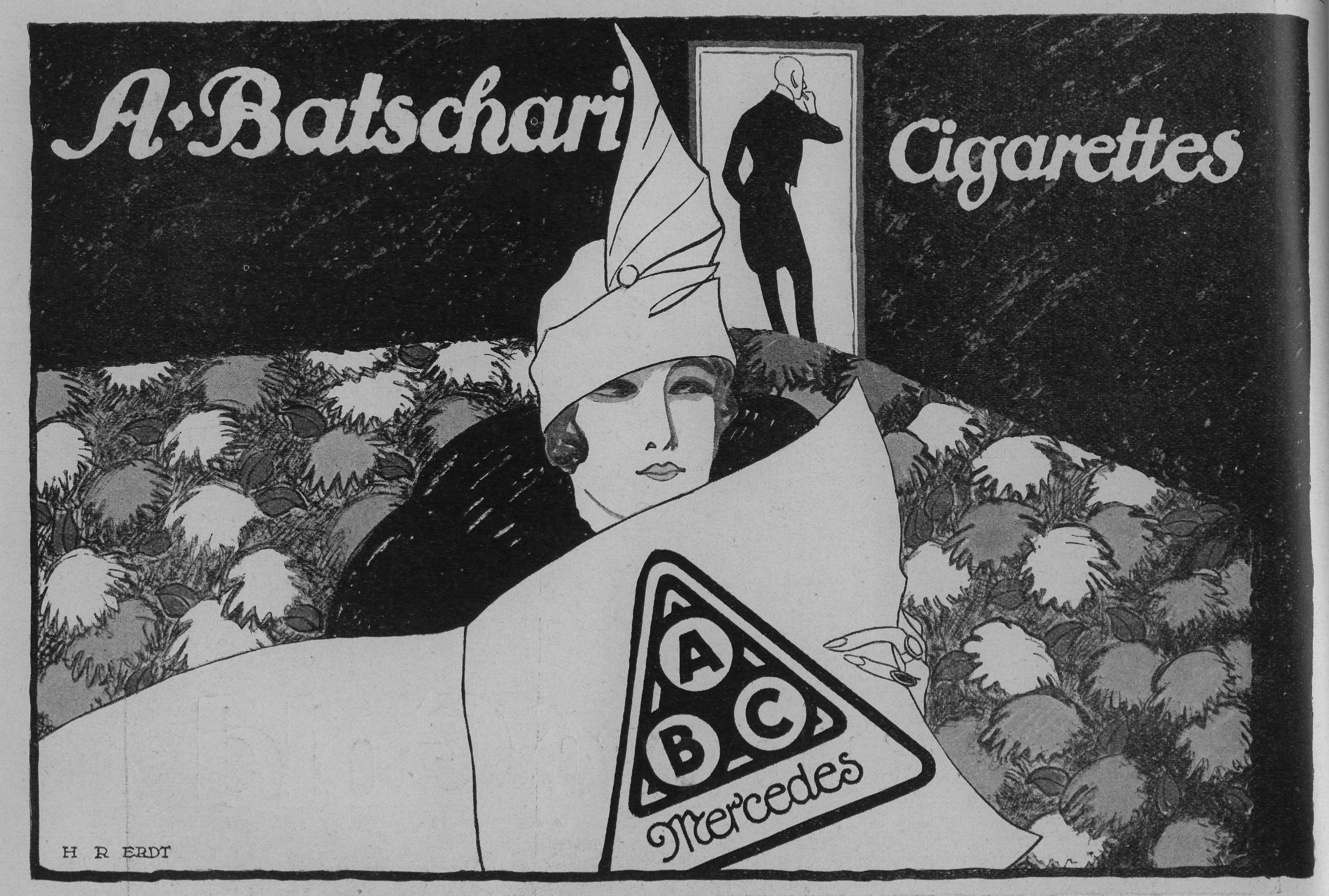
Werbeanzeige Batschari

Hans Rudi Erdt (* 31. März 1883 in Benediktbeuern; † 24. Mai 1925 in Berlin an Tuberkulose) war Lithograf und Gebrauchsgrafiker und neben Ludwig Hohlwein, Lucian Bernhard, Ernst Deutsch-Dryden, Julius Gipkens, Julius Klinger und Paul Scheurich , Lucian Zabel einer der bedeutendsten Vertreter der deutschen Plakatkunst zwischen 1906 und 1918.

## Leben und Schaffen
Nach einer Ausbildung zum Lithografen besuchte er in München einige Privatschulen und wurde anschließend Meisterschüler von Maximilian Dasio an der Königliche Kunstgewerbeschule München. Seine ersten Plakate schuf er 1906.
1908 zog Erdt nach Berlin, wo er sogleich zur Gruppe der für die Druckerei Hollerbaum und Schmidt tätigen Plakatkünstler Lucian Bernhard, Julius Klinger, Paul Scheurich, Julius Gipkens und Ernst Deutsch-Dryden stieß.
1911 schuf er für die Firma Opel sein vielleicht bedeutendstes Plakat. Für die Firma Nivea schuf er die allerersten Plakate.
Zu den ganz wichtigen Auftraggebern für Erdt waren unter anderem für die Zigarettenfabrik Manoli, Batschari in Baden-Baden, und Mahala-Problem-Cigarettes, für die er Inserate – veröffentlicht zum Beispiel in der Zeitschrift Jugend- aber auch Plakate entwarf.
Während des Ersten Weltkrieges zeichnete er zahlreiche politische Plakate, unter anderem zu Propagandafilmen der deutschen Heeresleitung.
Ein vermutlich Anfang 1914 von Erdt veröffentlichter Katalog seiner Arbeitsproben dokumentiert viele Entwürfe für Batschari. Zugleich handelt es sich hierbei um die einzige monografische Veröffentlichung zu Erdt, die vor seinem frühen Tod 1925 erschienen ist.

## Galerie

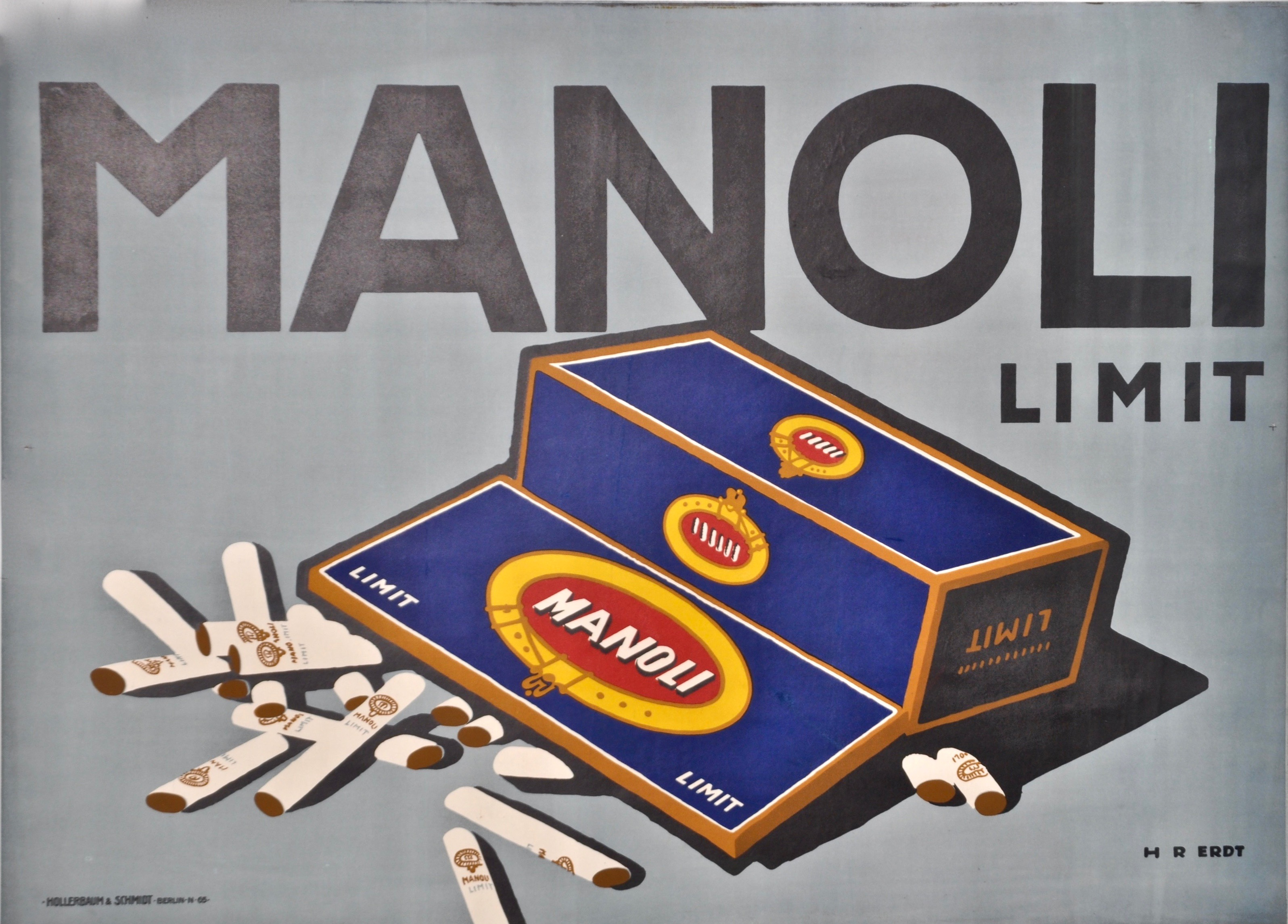
Plakat für Manoli (1910)
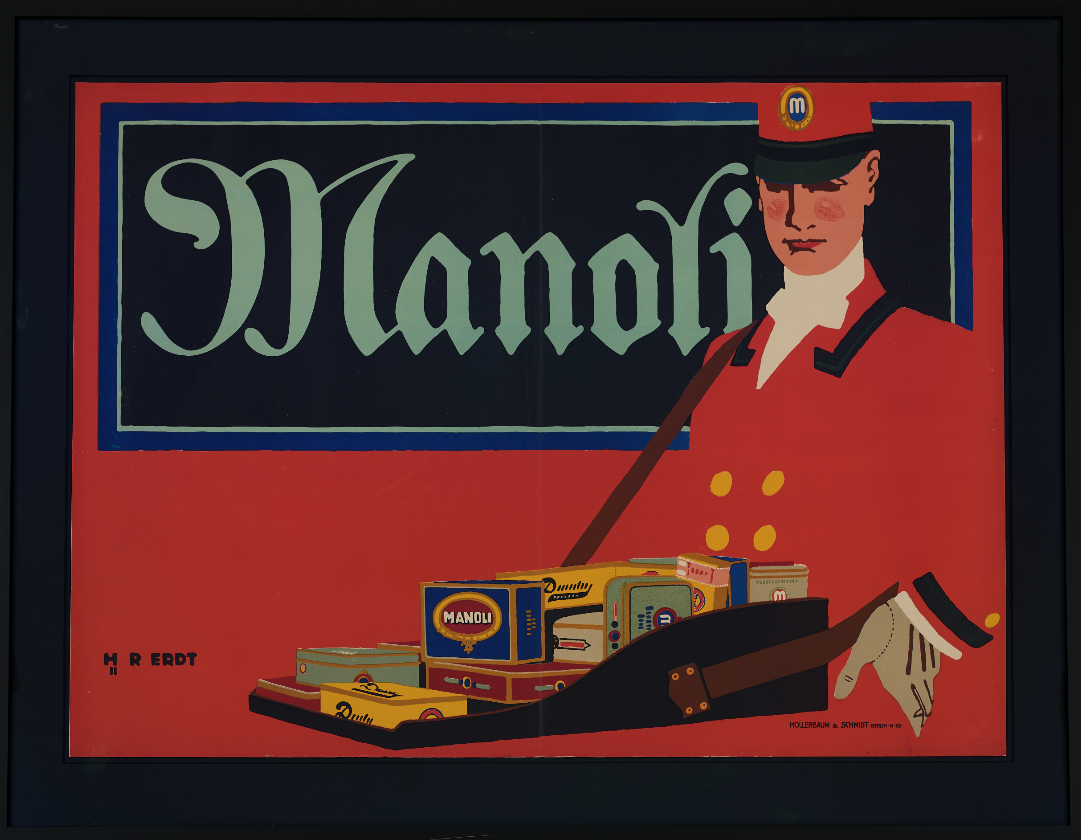
Plakat für Manoli (1911)
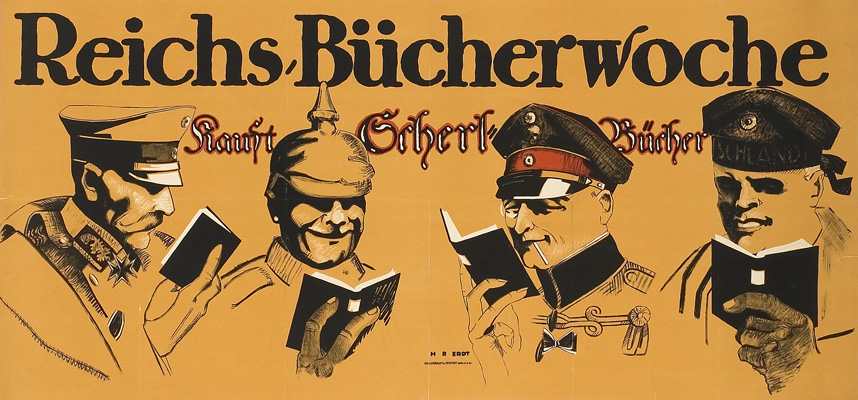
Werbeplakat für den Scherl-Verlag, 1915/16
Propagandaplakat
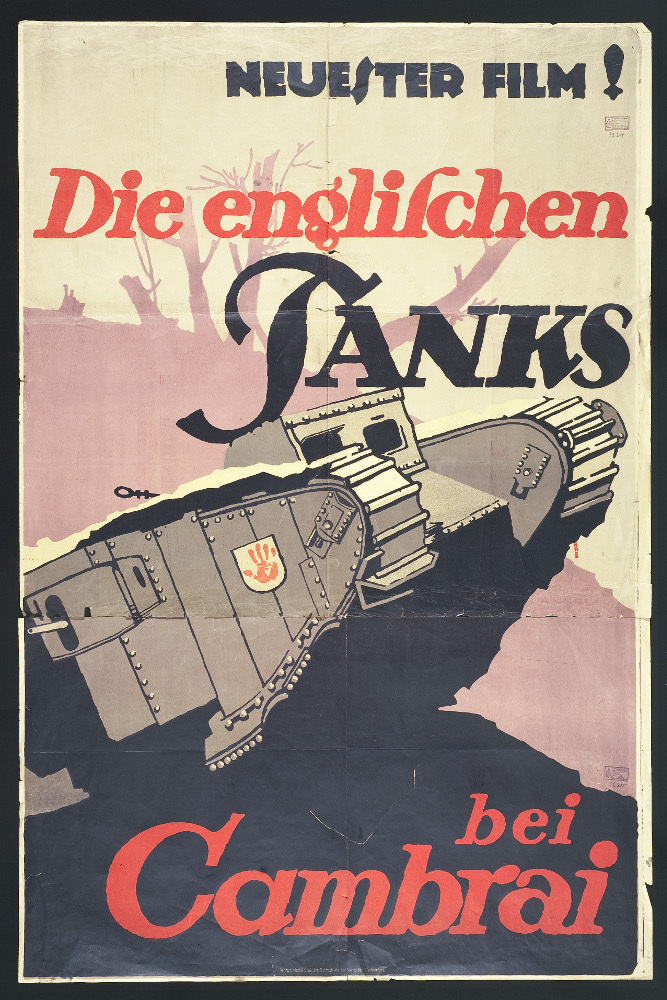
Plakat für den Film „Die englischen Tanks bei Cambrai“ (über die Schlacht von Cambrai)
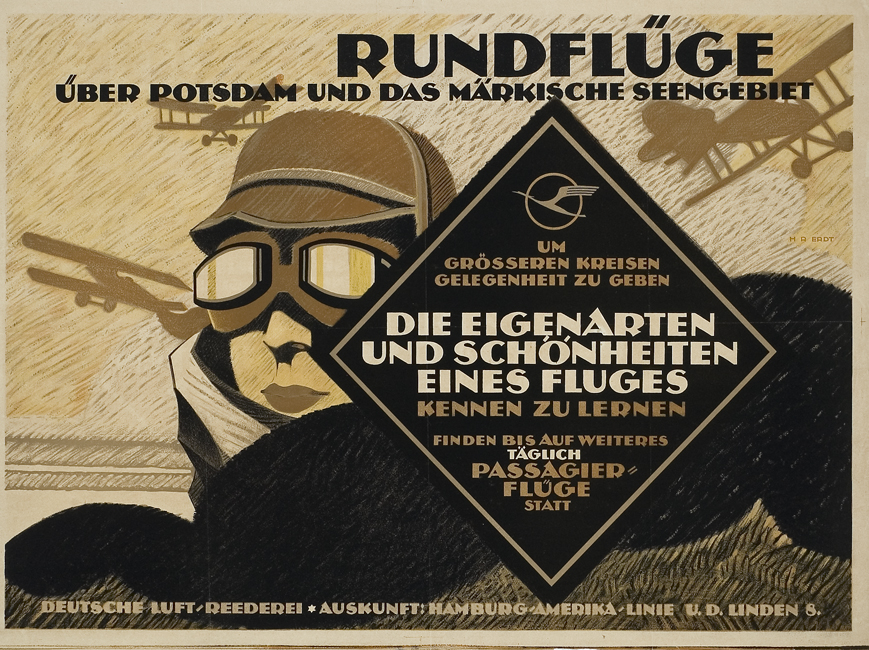
Werbe-Plakat 1919 für die Deutsche Luft-Reederei; „Kranich“ von Otto Firle